# Marie Chaix
Marie Chaix, nacida Marie Beugras (Lyon, 3 de febrero de 1942) es una escritora francesa.

## Biografía
Es la cuarta y última hija de Albert Beugras, brazo derecho de Jacques Doriot durante la Ocupación, al frente del Partido popular francés. Chaix es hermana de la cantante Anne Sylvestre. Diplomada en alemán, vinculada a la editorial Seuil, fue la secretaria de la cantante Barbara entre 1966 y 1970, a quien dedica una biografía publicada en abril de 1986 en la editorial Calmann-Lévy.
En 1968 se casó con el periodista Jean-François Chaix. Se volvió a casar en 1992 con el escritor estadounidense Harry Mathews, del que también es traductora. Tiene dos hijas, Émilie y Léonore. Ha vivido en los Estados Unidos desde que se volvió a casar.

## Obra
Su obra literaria gira en torno al tema de la memoria de su propia familia. Escribió su primera novela, Les Lauriers du lac de Constance, en 1974, es un relato de la historia de su padre durante la Ocupación alemana y sus consecuencias. Después, en 1976 publicó Le Seuil o la vie de femme, donde cuenta la vida y la muerte de su madre en 1971. En Juliette chemin des Cerisiers, escrita en 1985, en la que evoca la fidelidad de los criados que permanecieron al servicio de la familia durante el encarcelamiento del padre.
Durante quince años, Marie Chaix no publica nada. Su bloqueo es sin duda debido al fallecimiento de su editor y amigo, Alain Oulman. No vuelve a la escena literaria hasta 2005 con L´Été du sureau, donde narra «las consecuencias de las memorias» provocadas por la separación de su hija mayor, Émilie, y de su yerno, el escritor Richard Morgiève, acontecimiento que contribuye a su propio divorcio y a su novela en torno a su familia.

## Filmografía
- En 2009, Marie Chaix preste su voz para Sablé-sobre-Sarthe, Sarthe, un documental realizado por Paul Otchakovsky-Laurens.